# Мвеневенья
Мвеневе́нья (англ. Mwenewenya) — традиційна громада у складі дистрикту Читіпа Північного регіону Малаві.
Населення — 23721 особа (2018).